# Ingo Karsten
Ingo-Heinz Karsten (* 21. Januar 1954 in Hamburg) ist ein deutscher Diplomat, der von 2016 bis 2019 Botschafter der Bundesrepublik Deutschland in Kambodscha war.

## Leben
Karsten begann nach dem Abitur 1974 ein Studium der Volkswirtschaftslehre sowie der Rechtswissenschaften an der Christian-Albrechts-Universität zu Kiel, das er 1979 abschloss. Danach war er von 1980 bis 1984 als Wissenschaftlicher Assistent am Institut für Wirtschaftspolitik der Universität Kiel tätig und schloss dort 1983 seine Promotion mit einer Dissertation mit dem Titel Internationale Bankkredite an Entwicklungsländer. Ökonomische Probleme und Lösungsansätze ab. 1984 trat er seinen Vorbereitungsdienst für den höheren Auswärtigen Dienst an und fand nach Beendigung der Attachéausbildung zwischen 1986 und 1990 zunächst Verwendung als Leiter Rechts- und Konsularreferats und Kulturreferent an der Botschaft in Japan sowie im Anschluss von 1990 bis 1992 als Referent in der Wirtschaftsabteilung des Auswärtigen Amtes. Danach folgte zwischen 1992 und 1996 eine Verwendung als Politischer Referent an der Botschaft in Italien sowie von 1996 bis 1998 als Ständiger Vertreter und Geschäftsträger ad interim an der Botschaft in Bangladesch.
Nach seiner Rückkehr nach Deutschland war Karsten zwischen 1998 und 2001 Stellvertretender Leiter eines Referats der Wirtschaftsabteilung des Auswärtigen Amtes und danach von 2001 bis 2004 Leiter des Wirtschaftsreferats an der Botschaft in Japan, ehe er zwischen 2004 und 2006 Stellvertretender Leiter der Wirtschaftsabteilung an der Botschaft in den USA war. Im Anschluss fungierte er von 2006 bis 2008
im Auswärtigen Amt als Leiter des Referats 400 (Grundsatzfragen der Wirtschaft, Internationale Wirtschafts- und Finanzpolitik, Handelspolitik) und danach zwischen 2008 und 2011 als Leiter der Wirtschaftsabteilung an der Botschaft in der Volksrepublik China. Daraufhin war er von August 2011 bis Juli 2013 Generalkonsul in Bangalore. In dieser Tätigkeit setzte er sich auch für eine Verbesserung der Wirtschaftsbeziehungen zwischen der Bundesrepublik und den südlichen Bundesstaaten wie Kerala ein. Hierzu führte er unter anderem Gespräche mit dem Gouverneur, M. O. H. Farook, und dem Chief Minister Keralas, Oommen Chandy. Danach war er zwischen Juli 2013 und August 2016 Generalkonsul in Osaka-Kōbe.
Im August 2016 wurde Karsten Nachfolger von Joachim Freiherr Marschall von Bieberstein als Botschafter der Bundesrepublik Deutschland in Kambodscha. Sein Akkreditierungsschreiben übergab er am 23. September 2016. Mitte 2019 übergab er die Amtsgeschäfte an seinen Nachfolger Christian Berger.
Karsten ist verheiratet und Vater eines Kindes.

## Veröffentlichungen
- Islam and Financial Intermediation, in: Internationaler Währungsfonds: IMF staff papers, Ausgabe März 1982, S. 1081–42
- Internationale Bankkredite an Entwicklungsländer. Ökonomische Probleme und Lösungsansätze, Dissertation, Universität Kiel, Nomos Verlag, Baden-Baden 1984, ISBN 978-3-7890-0977-8